# Organizator jąderka
Organizator jąderka (NOR z ang. nucleolus organizer region), obszar jąderkotwórczy - to fragment genomu znajdujący się w przewężeniu wtórnym niektórych chromosomów. Zawiera on powtarzające się geny kodujące cząsteczki rRNA o stałych sedymentacji 5,8S, 18S i 28S, podzielone intronami. Po zakończeniu podziału komórkowego i odtworzeniu normalnej struktury jądra komórkowego, a więc w interfazie, NOR-y ulegają dekondensacji i tworzy się wokół nich jąderko. Organizatory pochodzące z różnych chromosomów mogą się łączyć, tworząc wspólne jąderko.
Każdy NOR zawiera około 80-100 powtórzeń. Liczba i rozmieszczenie NOR-ów na chromosomach jest charakterystyczne dla gatunku. U człowieka znajduje się ich 10 i obecne są na wszystkich krótkich ramionach chromosomów akrocentrycznych z wyjątkiem chromosomu Y (tj. 13, 14, 15, 21, 22). U świni NOR-y występują w 2 parach autosomów dwuramiennych (na ramionach krótkich w pobliżu centromeru), u kury tylko w 1 parze autosomów, zaś u psa obszary te są obecne w 3 parach autosomów i chromosomie Y, w części terminalnej ramion długich itd..
W obszarach NOR znajduje się kilka genów, w tym: RUNX2, UBTF, oraz APC.
Aktywne obszary jąderkotwórcze mogą być ujawnione za pomocą barwienia azotanem srebra. Pod wpływem jego działania w miejscach tych wytrąca się metaliczne srebro, co jest widoczne pod mikroskopem świetlnym w postaci ciemnych plam na chromosomach. Nazywane są one prążkami Ag-I lub Ag-NOR.
Odkrywcą organizatora jąderka jest Barbara McClintock, która opisała go po raz pierwszy u kukurydzy zwyczajnej w 1934.